# Ioannis Kalitzakis
Ioannis Kalitzakis (10 de Fevereiro de 1966) é um ex-futebolista profissional grego.

## Carreira
Com passagens por grandes, como: Panathinaikos e AEK Atenas, começou no Panelefsiniakos e passou pelo Diagoras, encerrando a carreira no Ethnikos Asteras, esteve presente por doze anos no "Návio Pirata" a Seleção Grega de Futebol, participando da Copa do Mundo de 1994.